# Mésigny
Mésigny är en kommun i departementet Haute-Savoie i regionen Auvergne-Rhône-Alpes i sydöstra Frankrike. Kommunen ligger i kantonen Annecy-Nord-Ouest som tillhör arrondissementet Annecy. År 2022 hade Mésigny 802 invånare.

## Befolkningsutveckling
Antalet invånare i kommunen Mésigny
| Referens: INSEE |